# Адел Содало Агнес Гету
Адел Содало Агнес Гету (фр. Adèle Sodalo Agnes Gaïtou; 6. фебруар 2007) тогоанска је пливачица и олимпијка чија ужа специјалност су спринтерске трке слободним стилом. 

## Спортска каријера
Гетуова је дебитовала на међународним такмичењима у септембру 2009. на Светском јуниорском првенству у израелској Нетањи, а свега пар месеци касније забележила је и дебитанстски наступ у сениорској конкуренцији као учесник Светског првенства одржаног у катарској Дохи (дисквалификована је у обе трке у којима се такмичила −  50 слободно и 100 слободно).
Почетком маја 2024. учествовала је и на Афричком првенству које је одржано у Луанди у Анголи, где је успела да исплива личне рекорде у обе спринтерске трке слободним стилом − трку на 50 метара је окончала на 29, а ону на 100 метара на 24. месту.
Захваљујући специјалној позивници учествовала је и на Олимпијским играма у Паризу исте године.   
У Паризу је пливала у квалификацијама трке на 50 метара слободним стилом. Наступила је у другој квалификационој групи где је пливала у стази 2, и са временом од 32,50 секунди заузела је последње место у својој квалификационој групи, односно укупно 72. место у конкуренцији 79 такмичарки.